# مركبات الوقود البديل

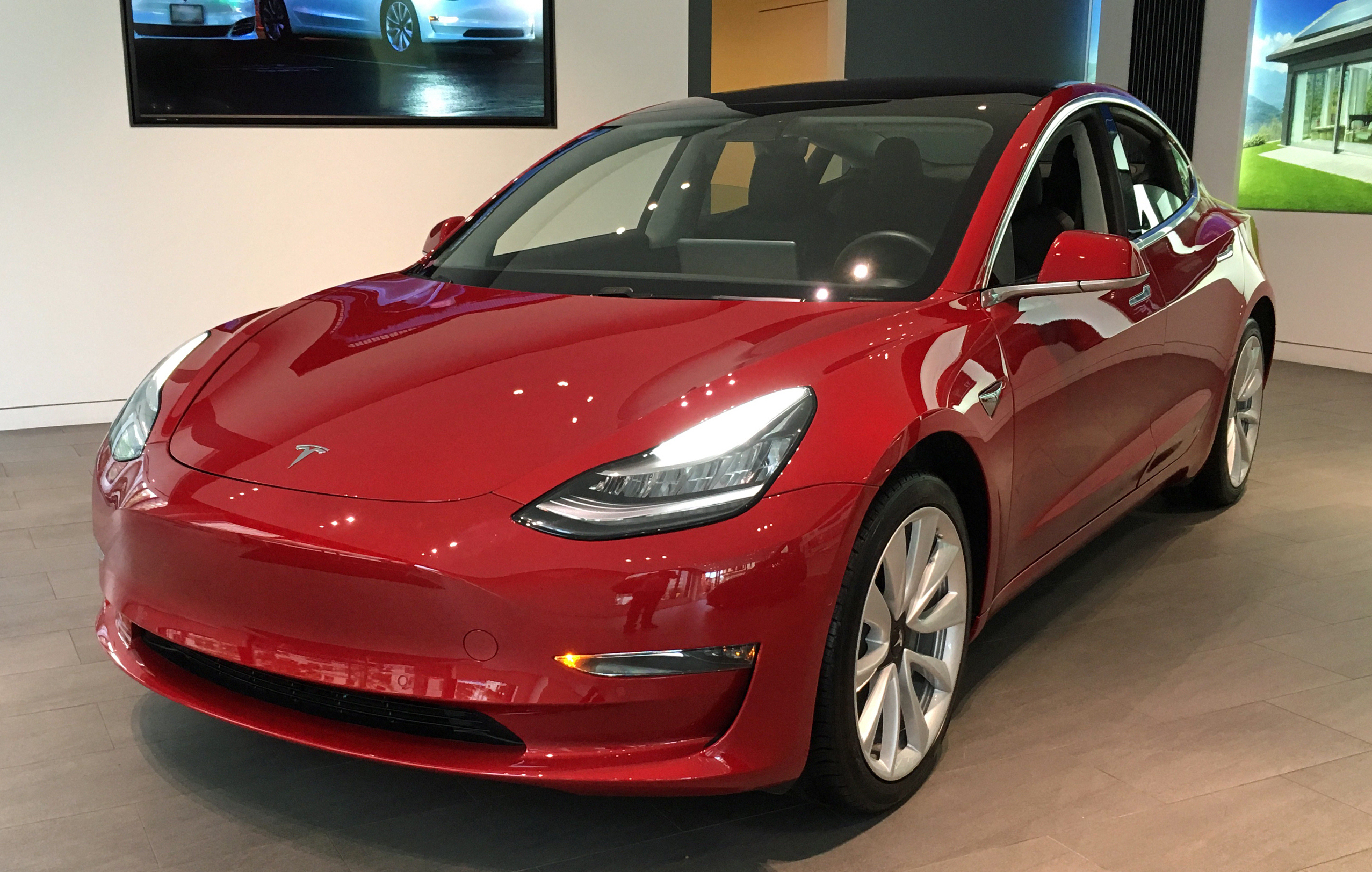
Tesla Model 3 في صالة عرض تيسلا في واشنطن العاصمة.

مركبة الوقود البديل، مركبة تعمل بوقود بديل بدلًا من الوقود البترولي التقليدي (بنزين أو بتروديزل). يشير المصطلح أيضًا إلى أي تقنية (مثل السيارة الكهربائية والمركبات الكهربائية الهجينة والمركبات التي تعمل بالطاقة الشمسية) التي تشغل محركًا لا يشتمل فقط على البترول. أصبح تطوير أنواع وقود بديلة أنظف وأنظمة طاقة متقدمة للمركبات أولوية عالية للعديد من الحكومات ومصنعي السيارات في جميع أنحاء العالم، بسبب مجموعة من العوامل مثل المخاوف البيئية، وارتفاع أسعار النفط، واحتمالية ذروة النفط.
ظهرت محركات المركبات التي تعمل بالبنزين/الغازولين لأول مرة في ستينيات وسبعينيات القرن التاسع عشر، إذ استغرق الأمر حتى ثلاثينيات القرن الماضي للسيطرة الكاملة على المحركات الأصلية «البديلة» التي تعمل بالبخار (القرن الثامن عشر)، أو بالغازات (أوائل القرن التاسع عشر)، أو بالكهرباء (نحو 1830).
لا تشبه المركبات الكهربائية الهجينة مثل تويوتا بريوس مركبات الوقود البديل، إلا أنها تجعل استخدام الوقود البترولي أكثر كفاءة، من خلال التقنيات المتقدمة في البطارية الكهربائية والمحرك/المولد. تركز جهود البحث والتطوير الأخرى في الأشكال البديلة للطاقة على تطوير المركبات الكهربائية بالكامل ومركبات خلايا الوقود، وحتى على الطاقة المخزنة من الهواء المضغوط.
يمتد التحليل البيئي لتأثيرات أنواع وقود المركبات المختلفة إلى ما هو أبعد من مجرد كفاءة التشغيل والانبعاثات، خاصةً إذا أصبحت هذه التقنيات قيد الاستخدام على نطاق واسع. يتضمن تقييم دورة حياة السيارة اعتبارات الإنتاج وما بعد الاستخدام. يعد تصميم المهد إلى المهد أكثر أهمية من التركيز على عامل واحد مثل نوع الوقود.

## النظرة العالمية
كان هناك أكثر من 1.4 مليار سيارة على الطرق في العالم بحلول 2017، مقارنة بأكثر من 116 مليون سيارة تعمل بالوقود البديل والتكنولوجيا المتقدمة التي بيعت أو حُولت في جميع أنحاء العالم في نهاية عام 2016 وتتألف من:
- حوالي 55 مليون سيارة تعمل بالوقود المرن، ودراجات نارية، وشاحنات خفيفة صُنعت وبيعت في جميع أنحاء العالم بحلول منتصف عام 2015، مع تصدر البرازيل بحوالي 29.5 مليون بحلول منتصف عام 2015، تليها الولايات المتحدة بحوالي 17.4 مليون بحلول نهاية عام 2014، ثم كندا بحوالي 1.6 مليون بحلول عام 2014، والسويد بحوالي 243100 بحلول ديسمبر 2014. تضم قافلة الوقود المرن البرازيلي أكثر من 4 ملايين دراجة نارية تعمل بالوقود المرن أُنتجت منذ عام 2009 حتى مارس 2015.[5][6][7]
- 22.7 مليون سيارة تعمل بالغاز الطبيعي اعتبارًا من أغسطس 2015، بصدارة الصين (4.4 مليون) وإيران بحوالي 4 مليون، تليهما باكستان (3.70 مليون) والأرجنتين (2.48 مليون) والهند (1.80 مليون) والبرازيل (1.78 مليون).[8]
- 24.9 مليون مركبة تعمل بغاز البترول المسال بحلول ديسمبر 2013، بصدارة تركيا بحوالي 3.93 مليون مركبة، تليها كوريا الجنوبية (2.4 مليون)، وبولندا (2.75 مليون).[9]
- أكثر من 12 مليون سيارة كهربائية هجينة بيعت في جميع أنحاء العالم. احتلت اليابان بحلول أبريل 2016 المرتبة الأولى في السوق، إذ باعت أكثر من 5 ملايين سيارة هجينة، وتلتها الولايات المتحدة بمبيعات تراكمية تزيد عن 4 ملايين وحدة منذ عام 1999، وأوروبا مع حوالي 1.5 مليون سيارة هجينة سُلمت منذ عام 2000. تصدرت شركة تويوتا المبيعات العالمية منذ يناير 2017 ببيع أكثر من 10 ملايين سيارة لكزس وتويوتا هجينة، تليها شركة هوندا بمبيعات عالمية تراكمية تزيد عن 1.35 مليون سيارة هجينة اعتبارًا من يونيو 2014. تتصدر سيارات بريوس المبيعات العالمية الهجينة منذ يناير 2017، إذ بلغت المبيعات التراكمية 6.1 مليون وحدة. تعدّ تويوتا بريوس ليفت باك السيارة الكهربائية الهجينة الأكثر مبيعًا في العالم بمبيعات تراكمية بلغت 3.985 مليون وحدة حتى يناير 2017.[10][11][12]
- 5.7 مليون مركبة خفيفة تعمل بالإيثانول صُنعت في البرازيل منذ عام 1979، مع بقاء 2.4-3 مليون مركبة مستخدمة بحلول عام 2003، والتي بقي يُستخدم منها 1.22 مليون وحدة بحلول ديسمبر 2011.[13][14]
- أكثر من 10 ملايين سيارة ركاب كهربائية قابلة للشحن الخارجي على الطرق السريعة ومركبات خدمات خفيفة بيعت في جميع أنحاء العالم في نهاية عام 2020. عُدت تسلا مودل 3 بحلول ديسمبر 2020 أكثر السيارات المؤهلة للطرقات السريعة مبيعًا والقابلة للشحن الخارجي، بمبيعات عالمية بلغت منذ تأسيسها 800,000 وحدة، تليها نيسان ليف بحوالي 500,000 وحدة. تعدّ ميتسوبيشي أوتلاندر بّي-إتش إي في السيارة الهجينة الأكثر مبيعًا في العالم على الإطلاق بمبيعات عالمية وصلت إلى 270,000 وحدة حتى ديسمبر 2020.[15][16]
- كان لدى الصين أكبر مخزون في العالم من سيارات الركاب الكهربائية القانونية للطرق السريعة مع 4.5 مليون وحدة بحلول ديسمبر 2020، وتمثل 42% من المخزون العالمي من السيارات الموصولة بالكهرباء. احتلت أوروبا المرتبة التالية مع أكثر من 3.2 مليون سيارة ركاب تعمل بالكهرباء في نهاية عام 2020، وهو ما يمثل حوالي 30% من المخزون العالمي، وبلغ إجمالي المبيعات التراكمية للولايات المتحدة حوالي 1.8 مليون سيارة كهربائية حتى ديسمبر 2020.[17][18]
- حوالي 31,225 سيارة ركاب كهربائية تعمل بخلايا الوقود على طرق العالم، ومن التي تُزود لتعمل بالهيدروجين. تعدّ كوريا الجنوبية سوق البلدان بأكبر مخزون من هذه السيارات بحوالي 10,041 وحدة، تليها الولايات المتحدة (9135) والصين (5546) واليابان (4100).[19]

## مصدر وقود واحد

### ضاغط هواء المحرك
محرك الهواء عبارة عن محرك مكبس خالي من الانبعاثات يستخدم الهواء المضغوط كمصدر للطاقة. اخترع مهندس فرنسي يُدعى جاي نيجري أول سيارة تعمل بالهواء المضغوط. يمكن استخدام تمدد الهواء المضغوط لدفع المكابس في محرك مكبس معدل. تُكتسب كفاءة التشغيل من خلال استخدام الحرارة البيئية في درجة الحرارة العادية لتسخين الهواء البارد المتمدد من خزان التخزين. يمكن لهذا التمدد غير ثابت الحرارة أن يزيد من كفاءة الآلة بشكل كبير، والعادم الوحيد هو الهواء البارد (15 درجة مئوية)، والذي يمكن استخدامه أيضًا لتكييف السيارة.
يتمثل مصدر الهواء بخزان مضغوط من ألياف الكربون، ويوصل الهواء إلى المحرك عبر نظام حقن تقليدي إلى حد ما. يعمل تصميم كرانك الفريد داخل المحرك على زيادة الوقت الذي يُسخن خلاله شحنة الهواء من المصادر المحيطة وتسمح العملية ذات المرحلتين بتحسين معدلات نقل الحرارة.

### كهربائي مُغذى بمصدر خارجي
تُغذى الطاقة الكهربائية من مصدر خارجي للسيارة بشكل قياسي في السكك الحديدية المكهربة. تشكل المسارات قطبًا واحدًا عادةً في مثل هذه الأنظمة، بينما يكون الآخر عادةً عبارة عن سلك علوي واحد أو سكة حديدية معزولة عن الأرض.
لا يعمل هذا النظام كما هو موصوف على الطرق، إذ أن أسطح الطرق العادية موصلات كهربائية رديئة للغاية، لذا فإن المركبات الكهربائية التي تُغذى بالطاقة الخارجية على الطرق تتطلب سلكين علويين على الأقل. تعدّ عربات الترولي باص أكثر أنواع مركبات الطرق المُغذاة بالكهرباء من مصدر خارجي شيوعًا، وهناك أيضًا بعض الشاحنات التي تعمل بهذه التقنية. تتمثل الميزة بإمكانية تشغيل السيارة دون انقطاع للتزود بالوقود أو الشحن.
تشمل العيوب بمتطلبات مثل بنية تحتية كبيرة من الأسلاك الكهربائية، وصعوبة في القيادة إذ يتعين على المرء منع حدوث انعزال للعربة، ولا يمكن للمركبات أن تتجاوز بعضها، بالإضافة إلى خطر الصعق بالكهرباء والمشكلة الجمالية.
يعدّ الإرسال اللاسلكي ممكنًا من حيث المبدأ، لكن البنية التحتية (خاصة الأسلاك) اللازمة للاقتران الاستقرائي أو السعوي ستكون واسعة النطاق ومكلفة. يمكن أيضًا- من حيث المبدأ- نقل الطاقة عن طريق الموجات الدقيقة أو الليزر إلى السيارة، ولكن هذا قد يكون غير فعال وخطير بالنسبة للطاقة المطلوبة. يتطلب الموضوع في حالة الليزر، نظام توجيه لتتبع السيارة من أجل تشغيلها، إذ أن أشعة الليزر لها قطر صغير.